# Deutschland (kryssare)
För andra betydelser, se Deutschland.
Deutschland (senare omdöpt Lützow) var ett tyskt fartyg av Deutschland-klass som tjänstgjorde i tyska Kriegsmarine före och under andra världskriget. Fartyget klassificerades ursprungligen som ett Panzerschiff ("pansarskepp") av Tyskland. Kriegsmarine omklassificerade den som tung kryssare i februari 1940. Britterna gav ursprungligen dessa tre fartyg i denna fartygsklass smeknamnet "fickslagskepp" på grund av att deras bestyckning var avsevärt kraftigare än någon annan kryssare i någon annan flotta.
Fartyget skadades svårt av brittiska bomber vid ett flygangrepp 16 april 1945, när det låg för ankar i Kaiserfahrt-kanalen vid Swinemündes hamn. Efter bärgning och provisoriska reparationsarbeten deltog fartygets artilleri i striderna om Stettin mot Röda armén och saboterades i hamnen av den tyska besättningen natten till den 5 maj 1945. Vraket sänktes slutligen av den sovjetiska flottan i Östersjön 1947.